# Спусковий тросик

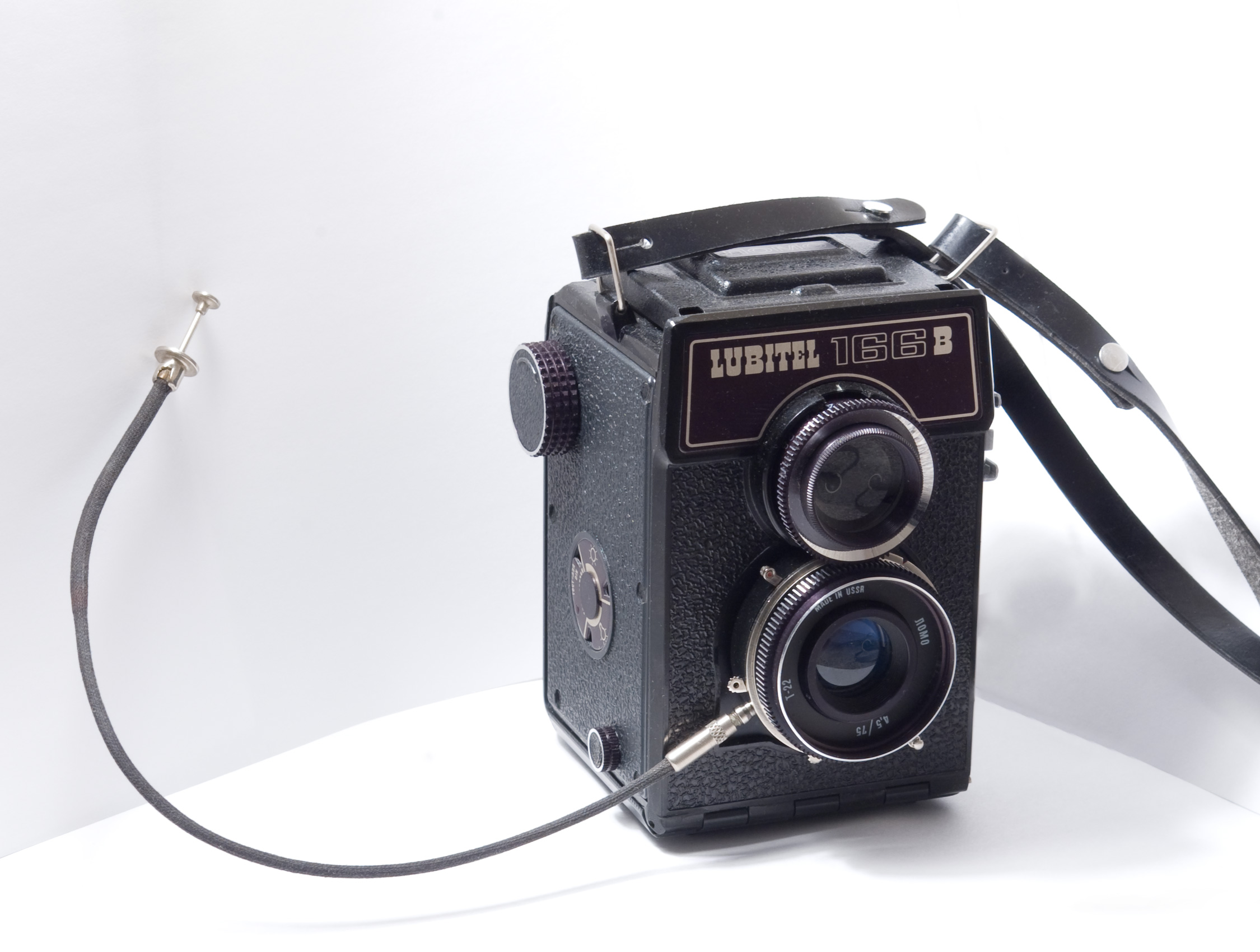
Механічний спусковий тросик, приєднаний до фотоапарата Любитель-166

Спусковий тросик — тонкий сталевий трос у гнучкій металевій оболонці, який одним кінцем вкручують у спеціальне гніздо або кнопку спуску фотокамери. Основне призначення спускового тросика — ізолювати камеру від коливань, які може спричинити рука фотографа при натисканні на кнопку спуску затвора. На протилежному кінці тросика розташована підпружинена натискна кнопка, іноді забезпечена фіксатором для тривалих витримок.

## Призначення

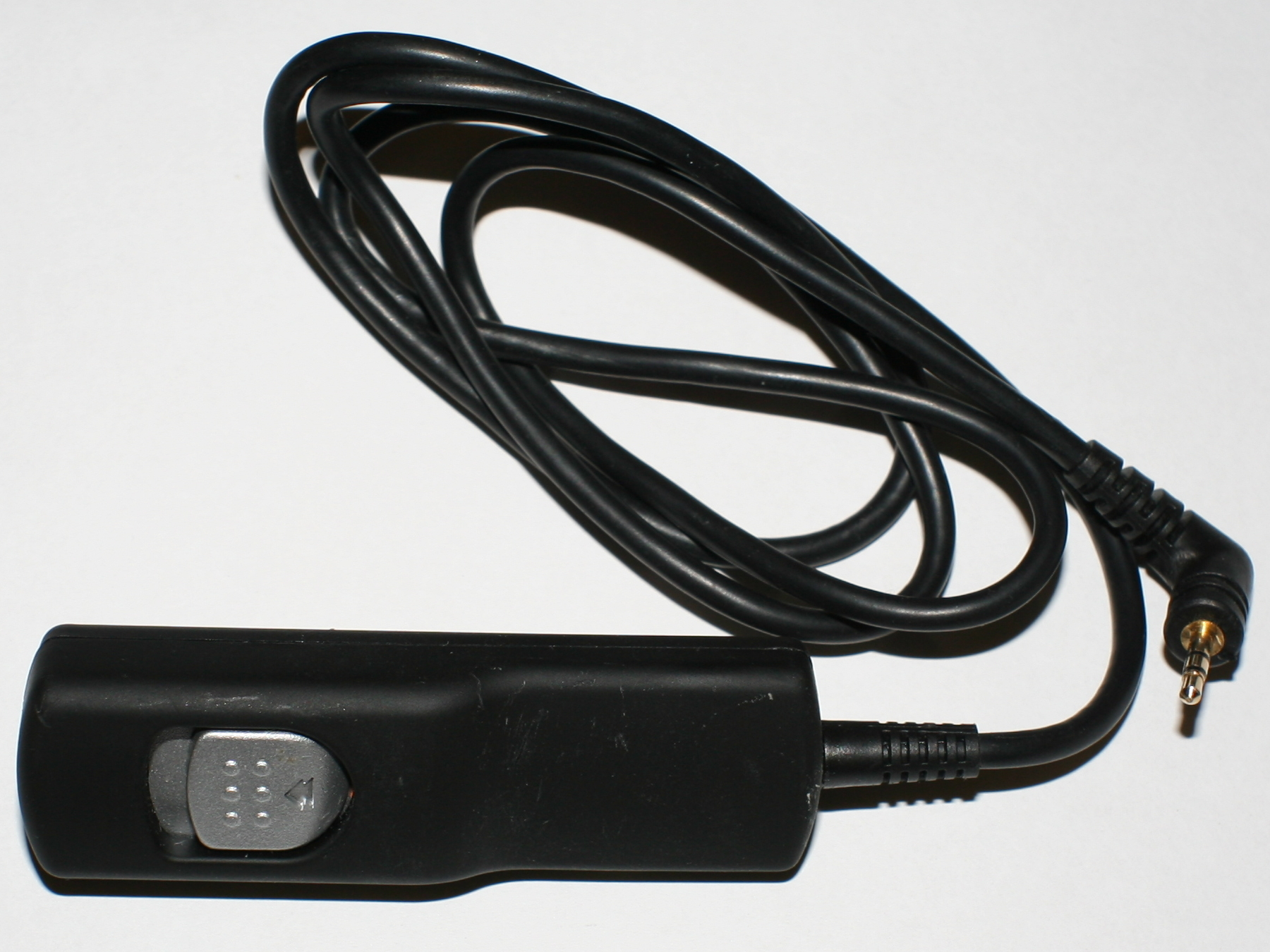
Подовжувач електроспуску для фотоапаратів Canon EOS

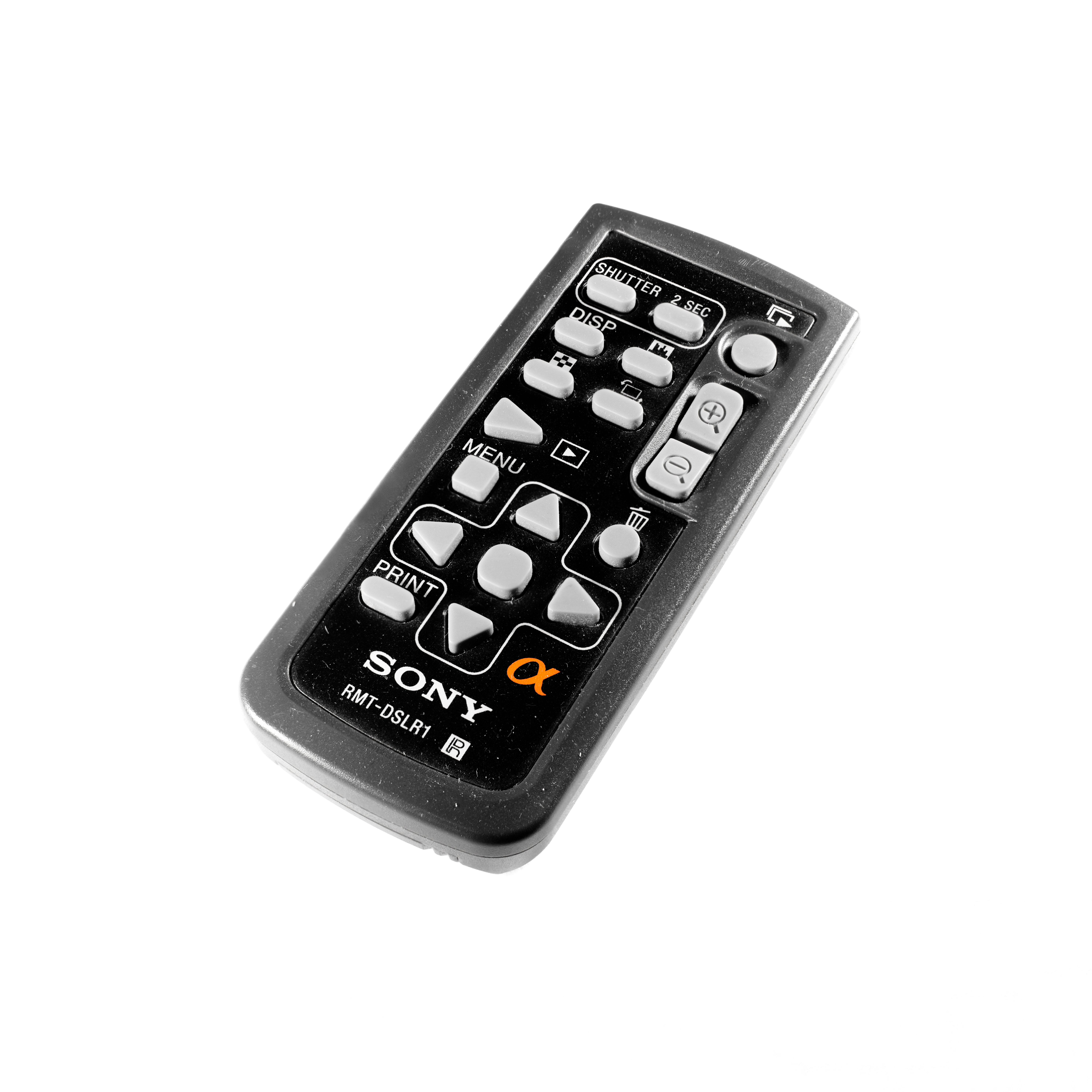
Інфрачервоний дистанційний тригер від Sony

Тросик використовують для знімання з ручними витримками або в разі багаторазової експозиції, щоб уникнути небажаного зсуву камери. У XIX і на початку XX століття для цієї ж мети служив пневматичний спуск із гумовою грушею на шлангу, з'єднаному із затвором. Спусковий тросик у ті роки називали «металевим спуском». Спусковими тросиками комплектували деякі типи вузькоплівкових аматорських кінокамер. Наприклад, у камерах серії «Красногорск» тросиком здійснювали як пуск механізму при звичайному кінозніманні, так і його спрацювання при покадровому.
Механічні троси придатні для фотоапаратури, оснащеної затворами з механічним приводом. Для забезпечення сумісності існує міжнародний стандарт ISO конічної різьби кріплення тросиків, тому переважна більшість фотоапаратів у всьому світі сумісна з будь-якими тросиками. В СРСР таку різьбу з кутом конуса 28° стандартизовано 1948 року. В сучасних камерах з електромеханічними затворами для дистанційного спуску замість механічного приводу може використовуватися електричний провід з контактною групою, увімкненою в коло паралельно до кнопки спуску. Найчастіше це спрощує конструкцію затвора, і у фотоапаратах, починаючи від кінця 1980-х років, гніздо для механічного тросика відсутнє. Подовжувач електроспуску повністю замінив механічний привід, тому його часто називають тросиком. Більшість професійних та аматорських цифрових дзеркальних фотоапаратів оснащують спеціальним роз'ємом для підключення дистанційного спуску.
Цей самий роз'єм можна використати для з'єднання з інфрачервоним або радіомодулем бездротового спуску. За наявності автофокусу дистанційний електроспуск дублює функцію підтискання кнопки спуску, що приводить у дію фокусування і експонометр. На відміну від механічних тросиків, що відповідають загальносвітовому стандарту, електричні подовжувачі сумісні лише з певними фотоапаратами або їхніми родинами. Це зумовлено різною функціональністю та особливостями інтерфейсу апаратури різних брендів. Найдосконаліші версії подовжувачів електроспуску додатково оснащуються таймером.